# Censo de México de 2020
El censo de México de 2020, denominado oficialmente Censo de Población y Vivienda 2020, fue el décimo cuarto censo realizado en México. Se llevó a cabo del 2 al 27 de marzo de 2020 y dio como resultado una población de 126 014 024 habitantes.

## Resultados
| Posición | Estado              | Población   |
| -------- | ------------------- | ----------- |
| 1        | Estado de México    | 16 992 418  |
| 2        | Ciudad de México    | 9 209 944   |
| 3        | Jalisco             | 8 348 151   |
| 4        | Veracruz            | 8 062 579   |
| 5        | Puebla              | 6 583 278   |
| 6        | Guanajuato          | 6 166 934   |
| 7        | Nuevo León          | 5 784 442   |
| 8        | Chiapas             | 5 543 828   |
| 9        | Michoacán           | 4 748 846   |
| 10       | Oaxaca              | 4 132 148   |
| 11       | Baja California     | 3 769 020   |
| 12       | Chihuahua           | 3 741 869   |
| 13       | Guerrero            | 3 540 685   |
| 14       | Tamaulipas          | 3 527 735   |
| 15       | Coahuila            | 3 146 771   |
| 16       | Hidalgo             | 3 082 841   |
| 17       | Sinaloa             | 3 026 943   |
| 18       | Sonora              | 2 944 840   |
| 19       | San Luis Potosí     | 2 822 255   |
| 20       | Tabasco             | 2 402 598   |
| 21       | Querétaro           | 2 368 467   |
| 22       | Yucatán             | 2 320 898   |
| 23       | Morelos             | 1 971 520   |
| 24       | Quintana Roo        | 1 857 985   |
| 25       | Durango             | 1 832 650   |
| 26       | Zacatecas           | 1 622 138   |
| 27       | Aguascalientes      | 1 425 607   |
| 28       | Tlaxcala            | 1 342 977   |
| 29       | Nayarit             | 1 235 456   |
| 30       | Campeche            | 928 363     |
| 31       | Baja California Sur | 798 447     |
| 32       | Colima              | 731 391     |
| Total    | Total               | 126 014 024 |